# Лаберж (озеро)
Лаберж— озеро на річці Юкон на півночі від столиці канадської терену Юкон — города Уайтхорс. Має 50 км у довжину, ширина варуєется від 2 до 5 км. Постійно холодна вода у озері породжує суровый микроклимат і високу изменчивость погоди. Висота над рівнем моря 627 м.

## Топонімія і історія освоєння
Індіанці тагіш називають озеро Kluk-tas-si, а тлінкіти — Tahini-wud . Англомовний топонім з'явився в 1870 році в пам'ять про Роберта Ла Берже (1638—1712), одному з перших поселенців в Новій Франції (1 658). Його ім'я було широкий відомо серед наповнили в той час долину Юкону старателів, які прямували вниз по річці в Доусон . Озеро згадується в творах Джека Лондона «Поклик предків» (1903 р) І " Grit of Women " (1900) і Роберта Сервісу «Кремація Сема МакГі» (1907 р).
Протягом кінця XIX і початку XX століття для перевозили товари після зимової перерви ранньою весною торговців озеро було значною перешкодою — льодовий покрив зберігався на ньому довше, ніж на більшій частині річки. Використовувалися два основні методи очищення води від льоду :
1. на розташованому вище за течією озері Марш відкривали шлюзи в дамбах, потік різко збільшував обсяг води під льодом, тиск на його поверхню наростало, в результаті чого порушувалася цілісність льоду і починався льодохід ;
2. поверхню зачернялась густим варом або машинною оливою, відповідно зменшувалася відбиваності і починалося інтенсивне танення під впливом прийдешнього сонячного випромінювання .

1999 року на озері встановлено знак, що попереджає щодо заборони на вилов миня і вживання виловленої риби в їжу та про квоту — дві рибини на людину в місяць на вилов пстругу в водах озера. Обидва обмеження викликані сильним забрудненням озера токсичними пестицидами, що застосовуються в сільському господарстві в басейні річки, і значним переловом риби, що порушує природні харчові ланцюги .
У вересні 2009 року на дні озера було виявлено задньоколісний пароплав «AJ Goddard», затонулий 1901 року (загинули три члени команди). Підводні археологи підняли судно, після чого уряд території Юкон виділив кошти на перетворення остова пароплава на туристичну визначну пам'ятку. Журнал National Geographic назвав підйом судна археологічною знахідкою року. У каюті було виявлено фонограф з трьома записами, завдяки котрим люди змогли почути пісні, популярні в роки Золотої Лихоманки .